# Gillies Rock
Gillies Rock är en kulle i Antarktis. Den ligger i Västantarktis. Argentina, Chile och Storbritannien gör anspråk på området. Toppen på Gillies Rock är 1 067 meter över havet.
Terrängen runt Gillies Rock är lite kuperad.  Trakten är obefolkad. Det finns inga samhällen i närheten.